# Kōki Sugimori
Kōki Sugimori (jap. 杉森 考起, Sugimori Kōki; * 5. April 1997 in Kasugai, Präfektur Aichi) ist ein japanischer Fußballspieler.

## Karriere

### Verein
Kōki Sugimori erlernte das Fußballspielen in der Jugendmannschaft von Nagoya Grampus. Hier unterschrieb er 2014 auch seinen ersten Profivertrag. Der Verein aus Nagoya, einer Großstadt in der japanischen Präfektur Aichi auf Honshū, spielte in der höchsten Liga des Landes, der J1 League. Von 2014 bis 2015 spielte er 14-mal in der J.League U-22 Selection. Diese Mannschaft, die in der dritten Liga, der J3 League, spielte, setzte sich aus den besten Nachwuchsspielern der höherklassigen Vereine zusammen. Das Team wurde mit Blick auf die Olympischen Sommerspiele 2016 in Rio de Janeiro gegründet. Die Auswahl der Spieler erfolgte auf wöchentlicher Basis aus einem Pool, für den jeder Verein förderungswürdige Talente benennen konnte; die Zusammensetzung der Mannschaft variierte daher sehr stark von Spiel zu Spiel. Ende 2016 stieg er mit Nagoya in die zweite Liga ab. Ein Jahr später erfolgte der sofortige Wiederaufstieg. 2018 wurde er an FC Machida Zelvia ausgeliehen. Mit dem Club aus Machida spielte er in der zweiten Liga. Für Machida absolvierte er 29 Zweitligaspiele. Anfang 2020 wechselte er ebenfalls auf Leihbasis zum Zweitligisten Tokushima Vortis nach Tokushima. Mit Vortis feierte er 2020 die Zweitligameisterschaft und den Aufstieg in die erste Liga. Nach der Ausleihe wechselte er Anfang 2021 fest zu Vortis. Nach nur einer Saison musste er mit Vortis als Tabellensiebzehnter wieder in die zweite Liga absteigen.

### Nationalmannschaft
Kōki Sugimori spielte 2013 zweimal in der U17-Nationalmannschaft|. Für die U18 spielte er von 2013 bis 2015 neunmal.

## Erfolge
Tokushima Vortis
- Japanischer Zweitligameister: 2020  ▲